# Hansoku-make
Hansoku-Make é uma das penalidades do judô. O hansoku-make é atribuído quando se comete uma infração muito grave que gere claros riscos à saúde física, intelectual e/ou moral do oponente, a própria saúde, ou ainda, por atitude antidesportiva ao oponente, ao público ou a sociedade de modo geral. Além da desclassificação direta pelas atitudes anteriormente mencionadas, dentro das regras atuais do judo, o "hansoku-make" também é atribuído quando se aplica o terceiro Shido ao atleta adversário.